# Cabo Ortegal
baila na festa da ermida do Trebo.

Se vés comigo heite levar

na proa do mundo perder o medo.»
(Luar na Lubre, Centeas)

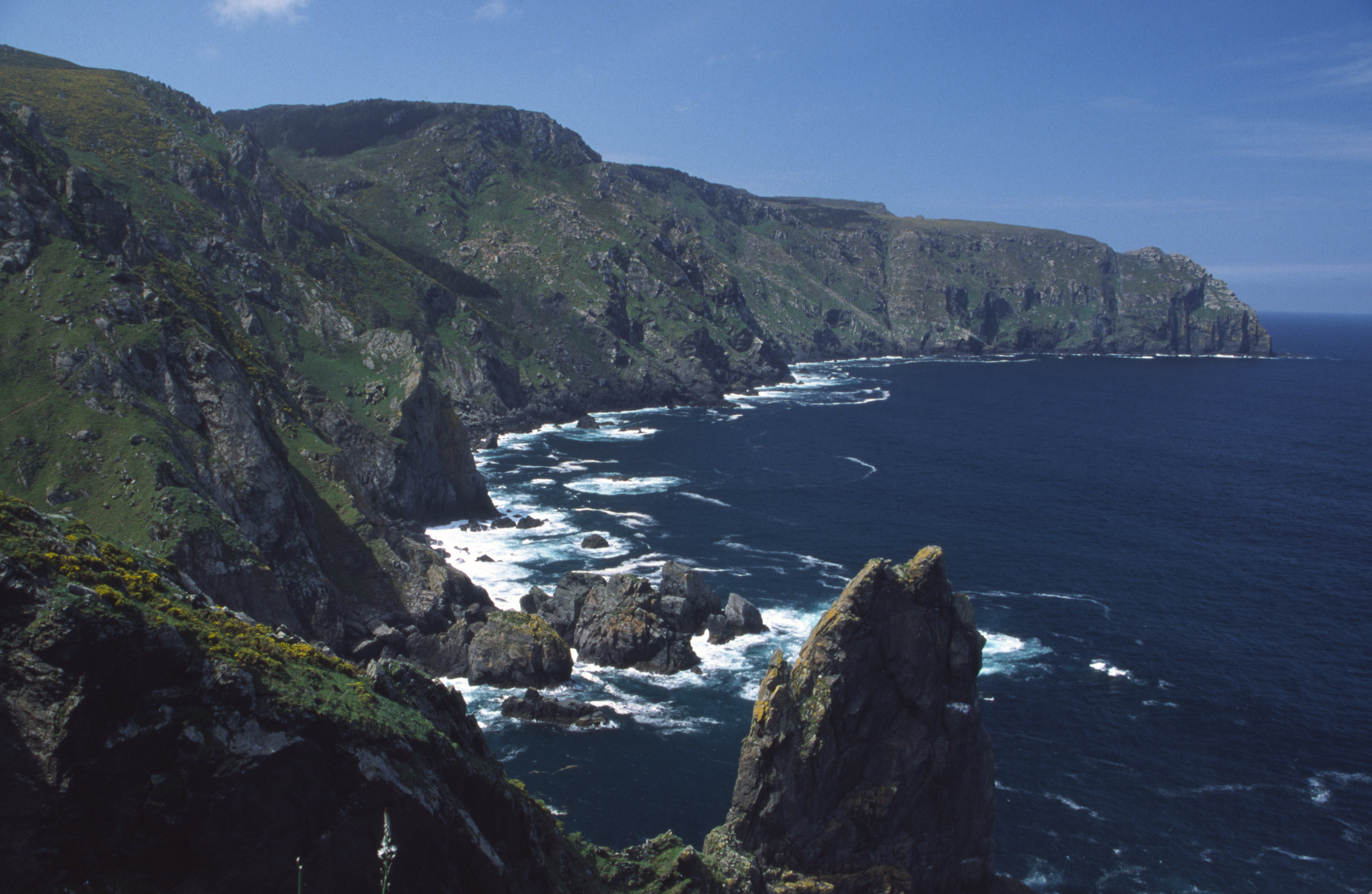
Le alte scogliere che partono dal promontorio

Il Cabo Ortegal è un impervio promontorio che si affaccia ad elevate altitudini sull'Oceano Atlantico nella comunità spagnola della Galizia, precisamente nel territorio del comune di Cariño.

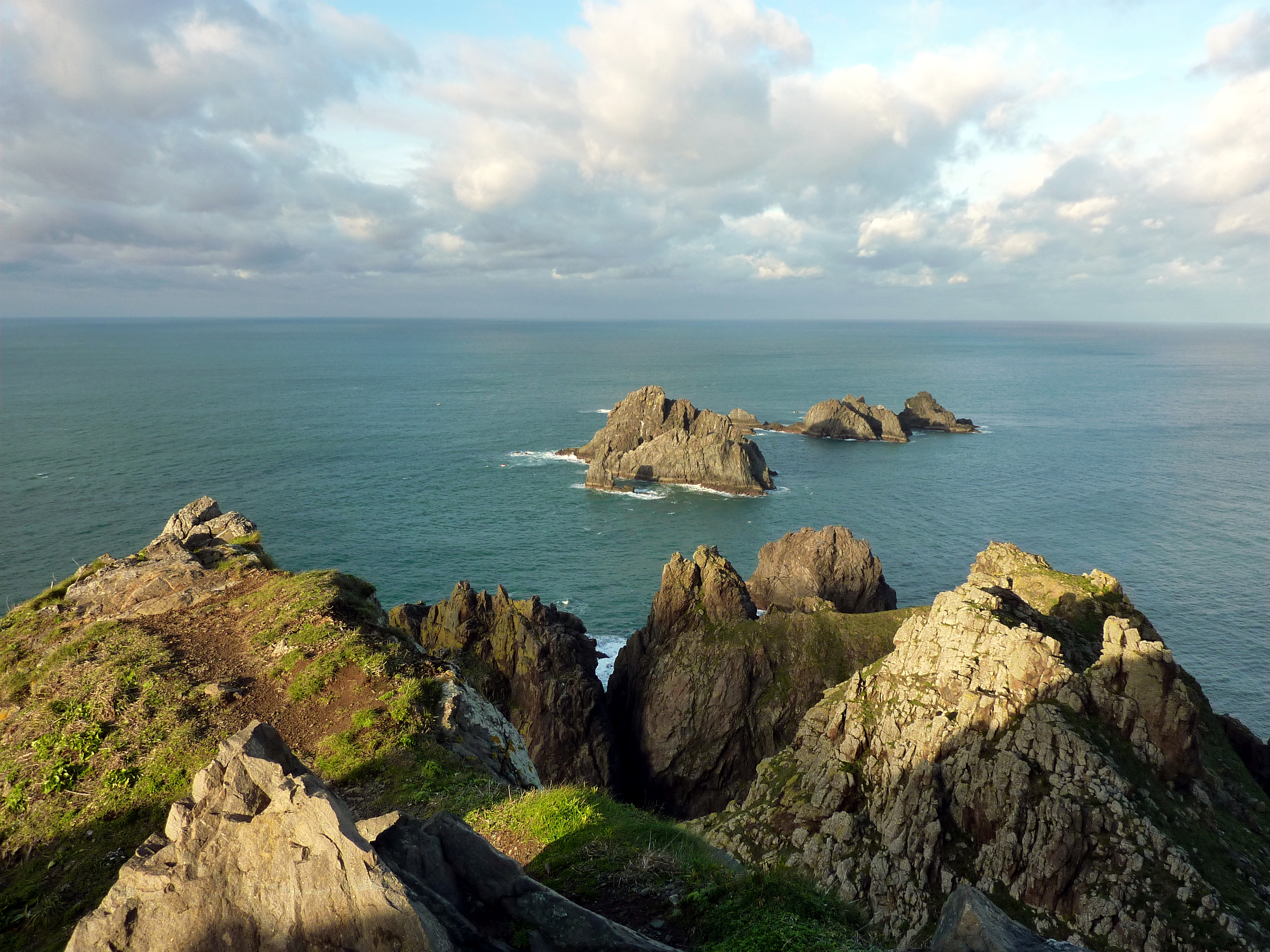
Cabo Ortegal

Il sito, di notevole bellezza naturale, è molto importante per flora e fauna e fa parte del tratto di costa tra Cariño e Cedeira conosciuto come Serra da Capelada, che comprende tra le più alte scogliere marine del continente europeo: nel tratto di Cabo Ortegal sono più basse ma molto impervie e a picco.
Cabo Ortegal, con una latitudine di 43° 46' 20' Nord ed una longitudine di 7° 52' 05' Ovest, è uno dei punti più settentrionali della penisola iberica, superato soltanto dalla vicina Estaca de Bares.
Al largo di Cabo Ortegal si svolse il 4 novembre 1805 la battaglia di Cabo Ortegal, atto conclusivo della campagna di Trafalgar. Fu combattuta tra uno squadrone della Royal Navy e quello che restava della flotta francese distrutta nella battaglia di Trafalgar.